# Grimspound

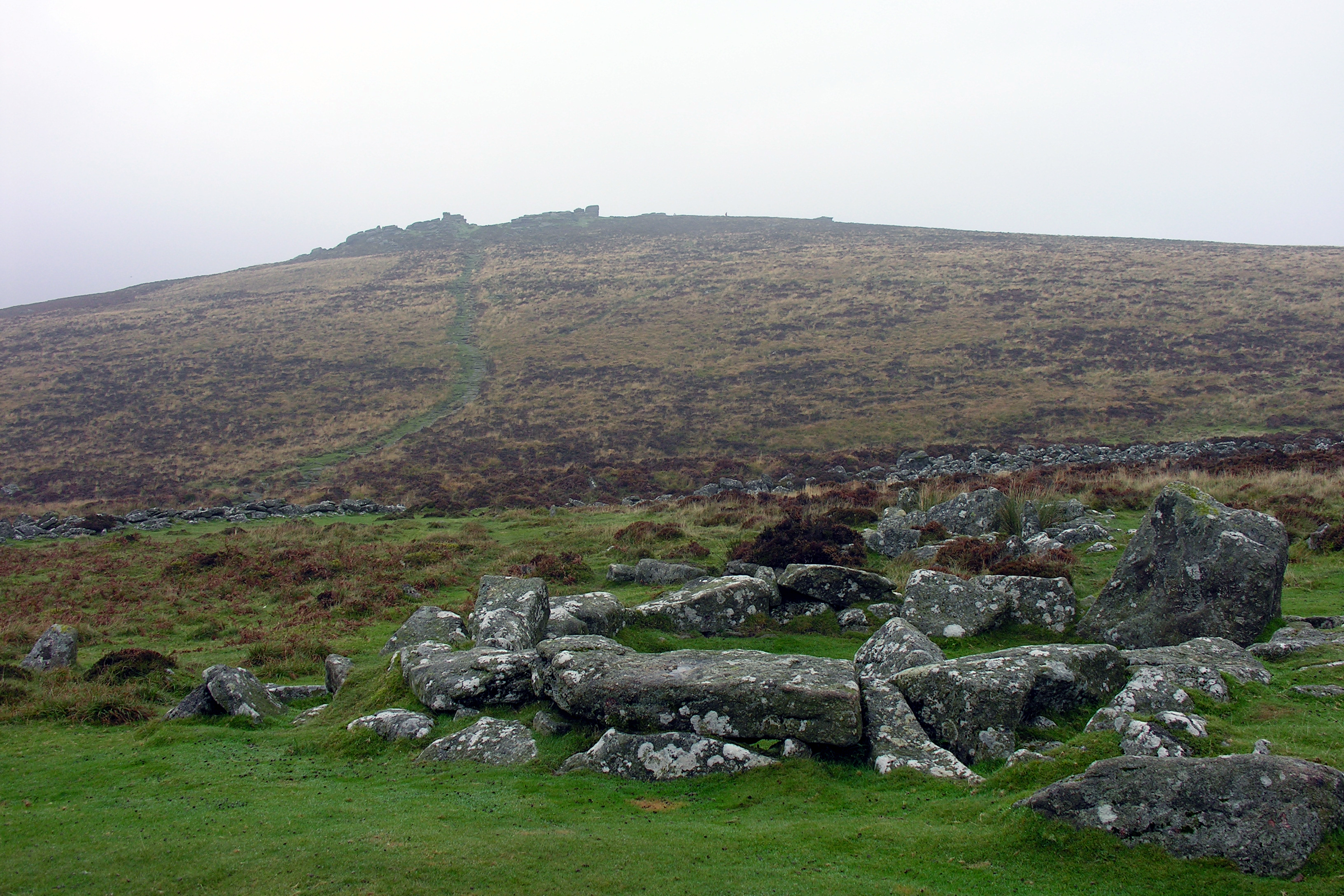
Grimspound, avec Hookney Tor à l'horizon

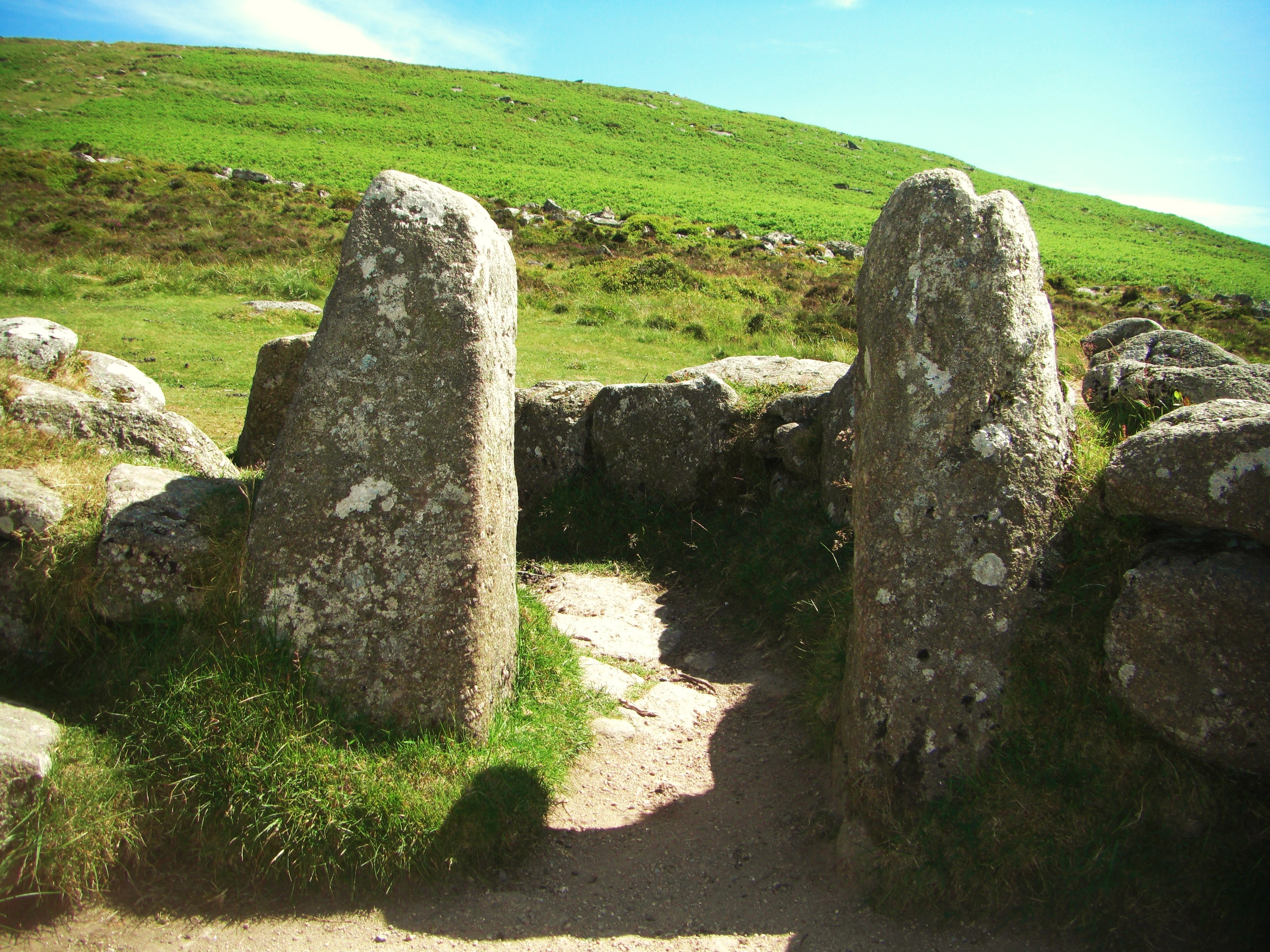
Entrée de l'une des constructions de Grimspound

Grimspound est un site archéologique de la fin de l'Âge du bronze, situé à Dartmoor dans le Devon, présentant 24 huttes préhistoriques à soubassement en pierre entourées d'un muret en pierres. Le toponyme, mentionné pour la première fois par le R.P. Richard Polwhele en 1797, vient probablement du dieu de la guerre des Anglo-Saxons, Grim (avatar de Woden ou Odin).
Grimspound, à 450 m au-dessus du niveau de la mer, occupe le vallon séparant Hameldown Tor de Hookney Tor. Le village le plus proche, Widecombe in the Moor, est à quelques kilomètres au sud.
Des fouilles archéologiques y ont été menées en 1893 par la Commission d'Exploration de Dartmoor, qui a dressé un relevé des superstructures et a, de façon plus controversée, proposé sa propre reconstitution du site.

## Histoire du site
Ce site a été colonisé vers 1300 av. J.-Chr. Ses 24 huttes circulaires sont entourées d'un mur périphérique en pierres de granite massives, qui devait avoir une hauteur de 1,70 m par endroits. Ces maisons en paille, d'un diamètre moyen de 3,40 m, comportaient chacune une couronne de pierres plates en granite comblée de gravier, technique toujours utilisée pour les murs en pierre sèche. La hutte no 3 a conservé son porche, dont les deux colonnes sont encore debout bien que le linteau soit à terre.
Parmi les vestiges d'activité humaine, on a retrouvé des tessons de céramique, des grattoirs et des chaudrons. Les vestiges organiques (bois et tissu) ont disparu à cause de la nature acide du sol.

### Premières descriptions
Le toponyme de Grimspound est mentionné pour la première fois par le R.P. Polwhele dans son Histoire du Devon de 1797. Il le qualifie de « tribunal du bassin de la Dart » et suppose qu'il a été « l'un des principaux sanctuaires druidiques » ; mais d'autres auteurs y voient plutôt un henge de l'âge du fer, un camp antique de mineurs d'étain ou même un comptoir phénicien.
Grimspound a été cartographié pour la première fois par A. C. Shillibear en 1829. Un plan de 1855 de Nick Whitely montre des huttes circulaires au-delà du muret périphérique, ce que l'on ne retrouve dans aucune autre source.

### Les fouilles
En 1893, une informelle « Commission d'Exploration de Dartmoor », menée par le pasteur anglican Baring-Gould, entreprit les premières fouillespuis proposa sa propre reconstitution du site préhistorique. Cette dernière initiative ne fit d'ailleurs pas l’unanimité parmi les membres de la commission à l'époque, et elle a été vilipendée plus tard par R. Hansford Worth et d'autres.

## Description

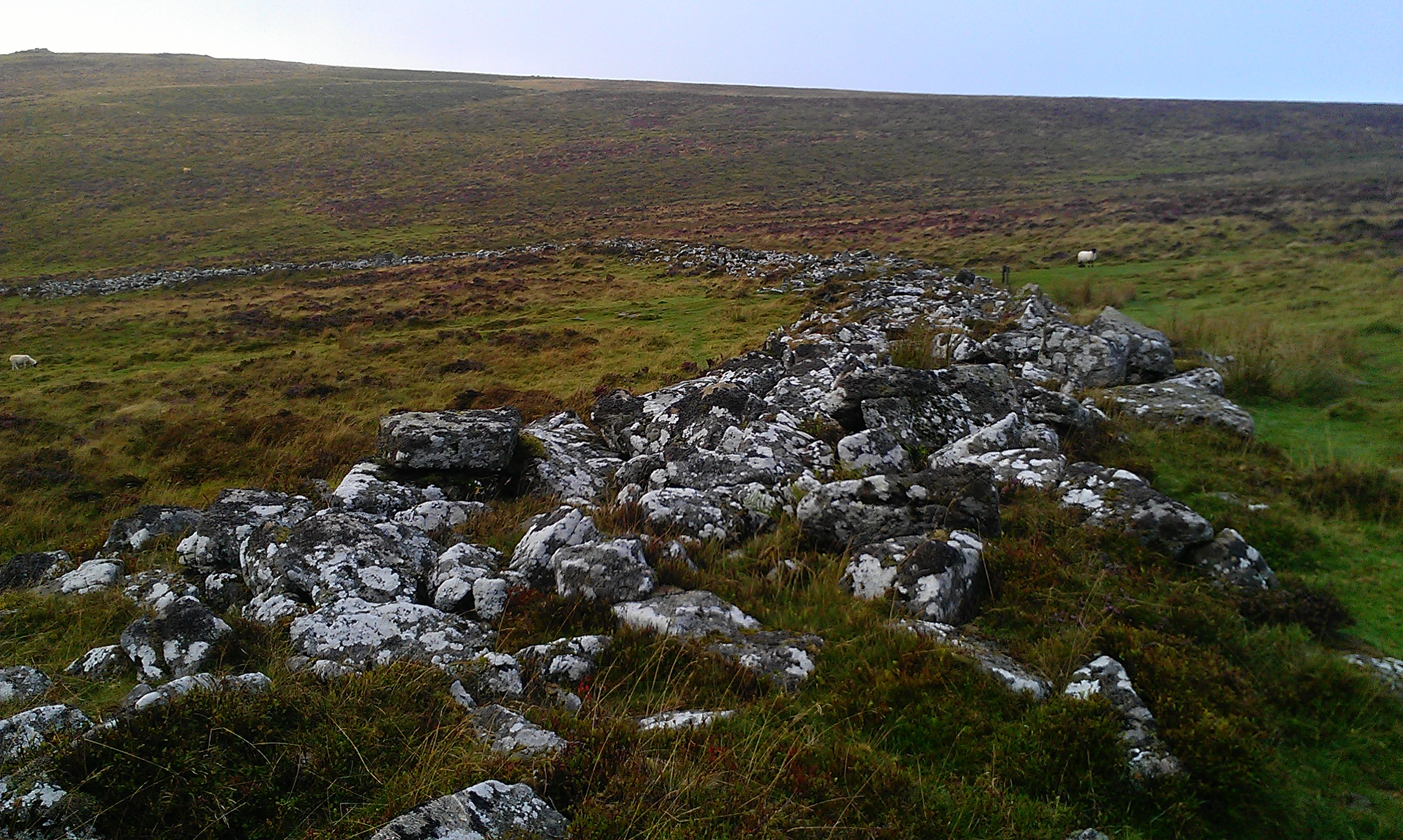
L'extrémité orientale de Grimspound

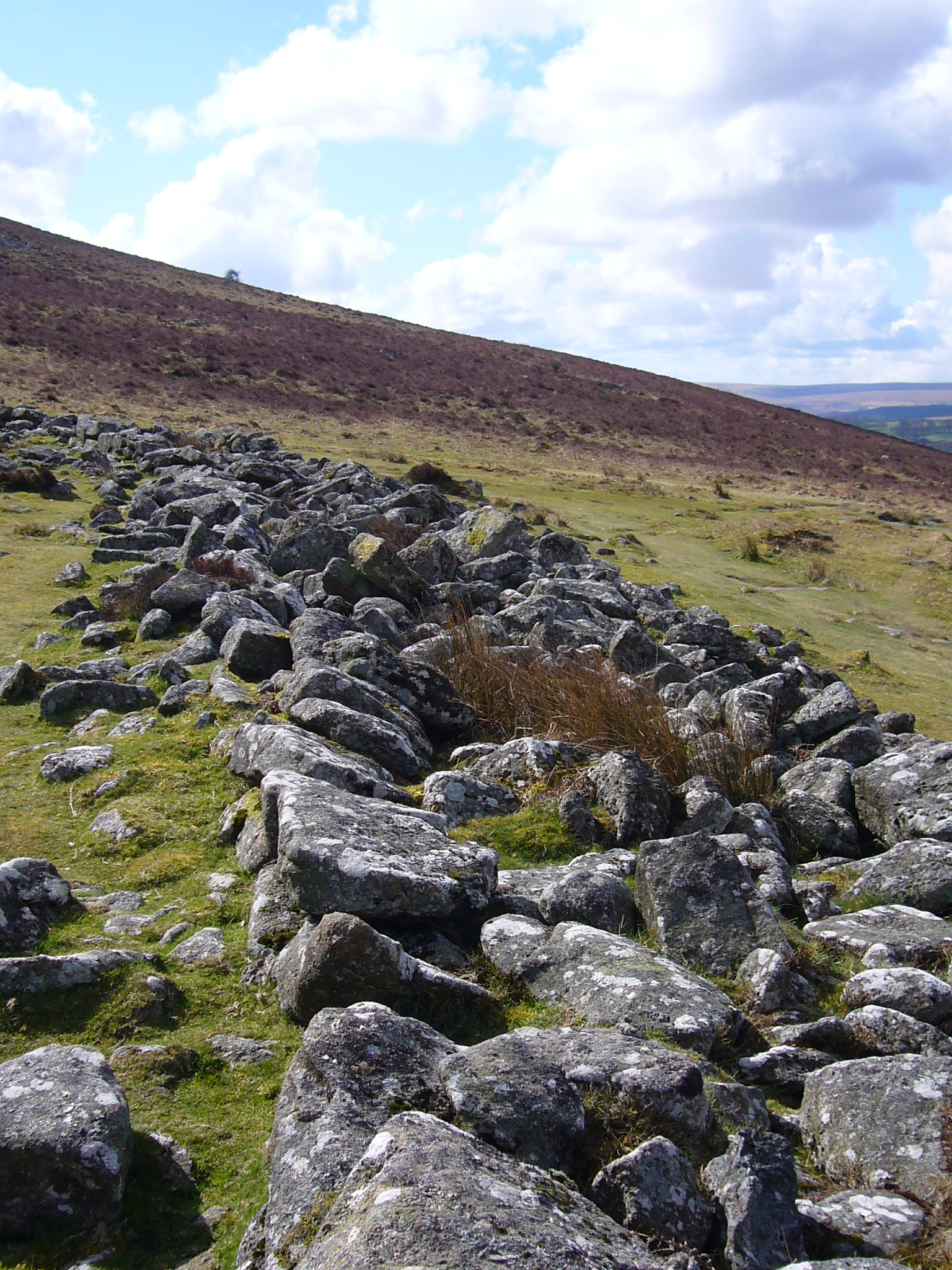
Le mur d'enceinte.

Le site est enceint d'un mur de pierre comportant une grande entrée pavée au sud, face à Hameldown. Sa hauteur devait être respectable (les débris s'étalent par endroit sur plus de 4,50 m d'épaisseur) ; toutefois, la situation du village n'est pas vraiment stratégique (en bas des collines) de sorte que l'on pense que la fonction de ce mur était plutôt de retenir les troupeaux, et de les préserver des predateurs. Il est possible qu'il ait été rehaussé d'une clôture ou d'une herse. Au nord du site, le ruisseau de West Webburn, sans doute la principale ressource en eau du village, prend naissance.

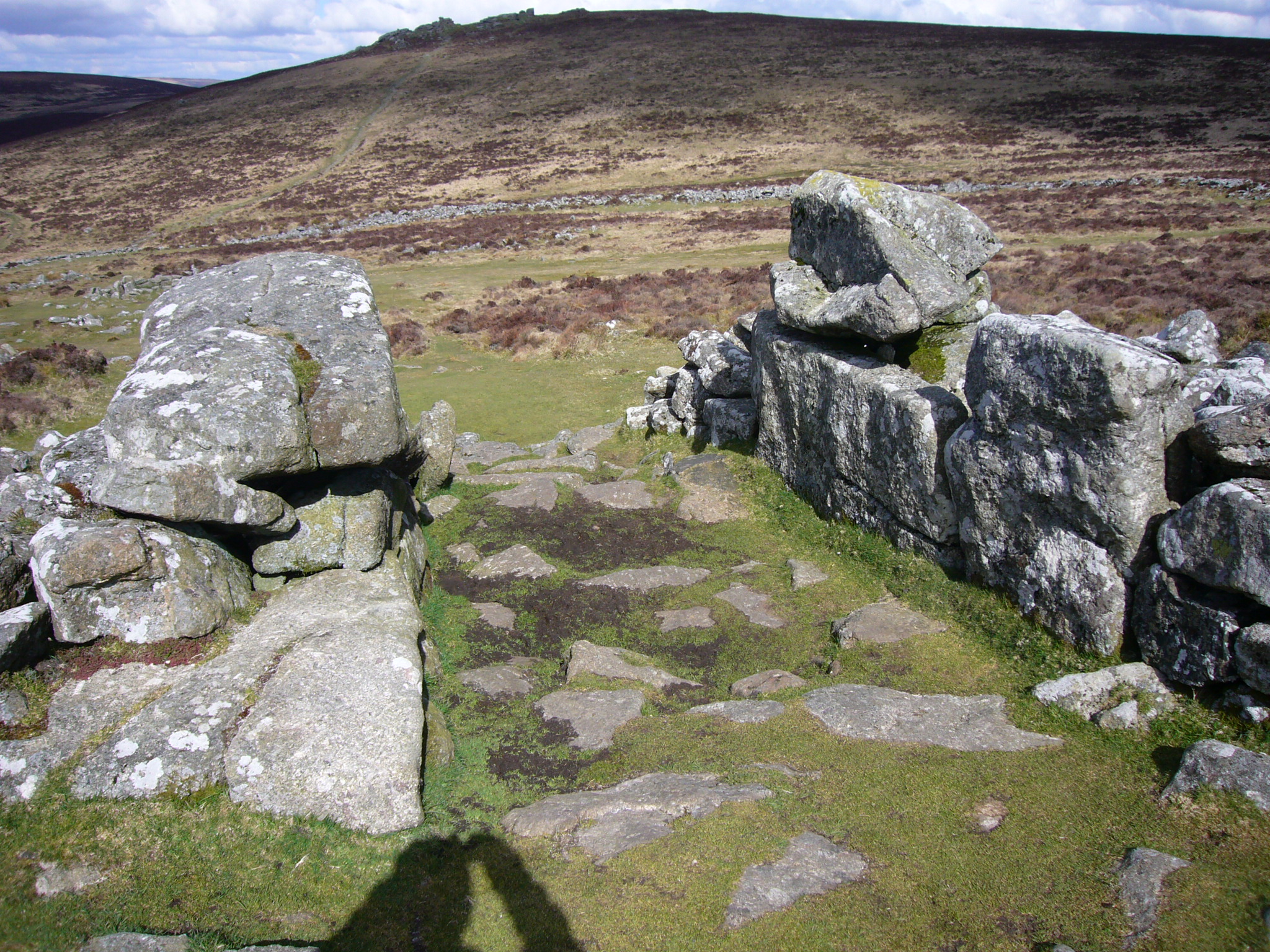
La grande entrée, au sud.

Jeremy Butler a décrit la grande entrée comme « le plus imposant de tous <les vestiges> » Elle est pavée, avec un couloir en escalier long de 5,50 m et large de près de 2 m, ses parois constituées de mégalithes et de pierres massives.
Les fouilles menées sur d'autres sites de la lande de Dartmoor ont montré que ces murs ont probablement été édifiés par de petits groupes d'hommes travaillant chacun sur une partie de l'enceinte, comme en témoignent les disparités de l'appareillage ; il ne faut toutefois pas écarter l'hypothèse selon laquelle ces disparités seraient le fruit du travail de reconstitution des archéologues amateurs de 1894 (cf. infra).

### Les huttes circulaires

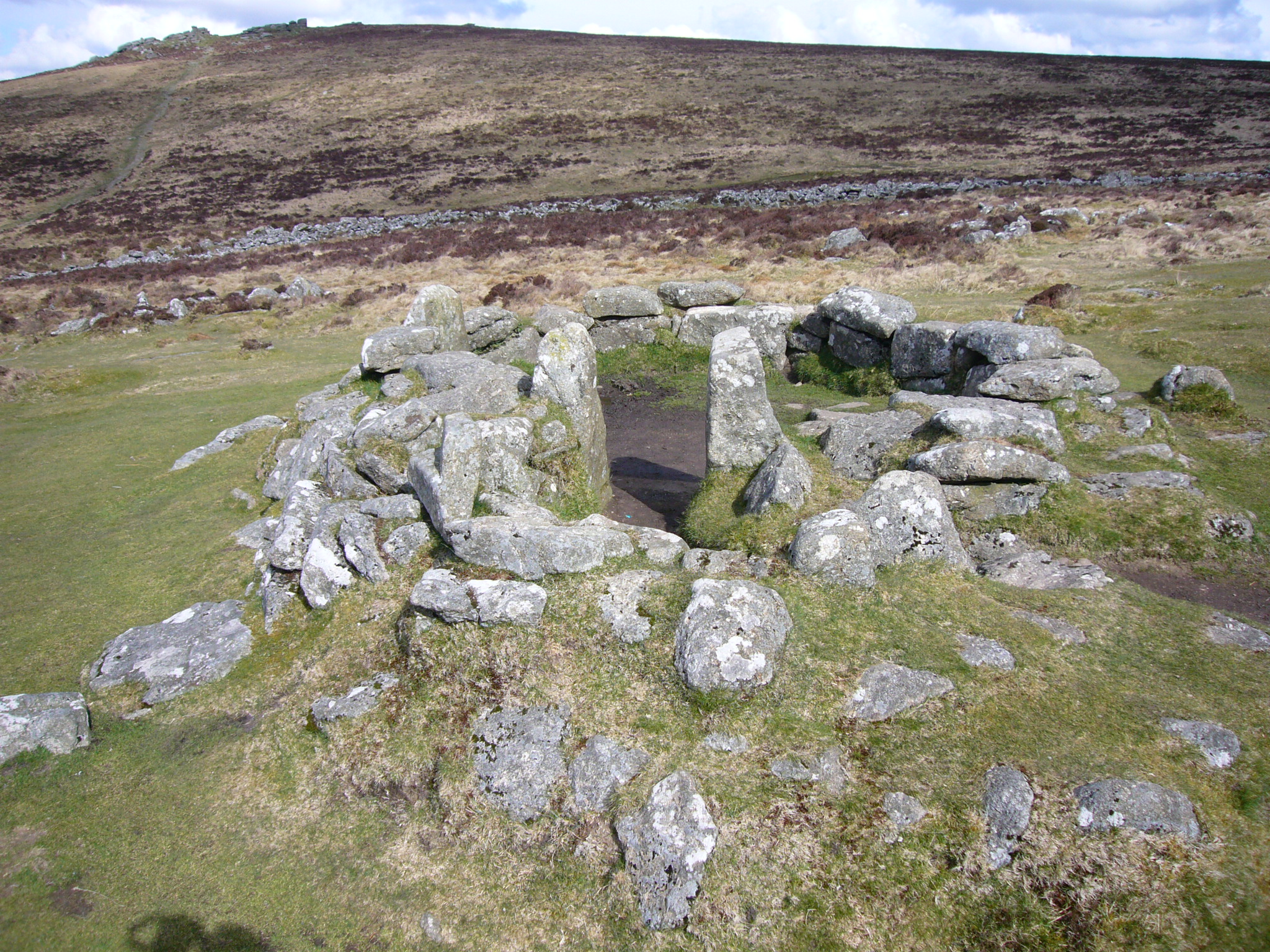
L'une des huttes circulaires de Grimspound.

On a dénombré officiellement vingt-quatre huttes circulaires à soubassement de pierre, bien qu'il y ait sans doute d'autres vestiges à l'intérieur de l'enceinte, qui recouvre plus de 1,6 ha. Plusieurs de ces huttes circulaires présentent des porches en L. L'entrée est pavée de pierres plates non-équarries, fait toujours face à l'extérieur de l'enceinte (le bas de la colline) et évite la direction du vent dominant.
La fouille de 1894 signale que les huttes les plus proches de l'entrée (hormis la hutte n°12) ne présentaient aucun signe d'habitation : elles devaient servir au bétail ou au stockage du fourrage, comme la hutte no 2 à l'extrémité du complexe.
Les murs font entre 2,70 et 4,50 m de diamètre, et leurs murs étaient épais d'environ 1 m, faits de parpaings de granite dressés verticalement et comblés d'un mélange de sable et peut-être de tourbe. Les fouilles d'autres sites comme celles de Holne Moor ont révélé que l'intérieur de ces huttes était doublé de planches.
La position du foyer était variable : au centre de la hutte, ou à l'opposé de la porte. Les cendres analysées montrent qu'on y brûlait du bois de chêne et de saule. L'absence de vestige de bûches, ainsi que les cendres de tourbe montrent qu'à l'époque de l'occupation humaine, les forêts locales avaient disparu et qu'il y avait suffisamment de tourbières à exploiter alentour. Le foyer comportait un chaudron en granite, ainsi que des pierres qu'on jetait brûlantes dans l'eau d'un récipient enterré à même le sol (les céramiques de l'époque n'étaient pas réfractaires au feu).

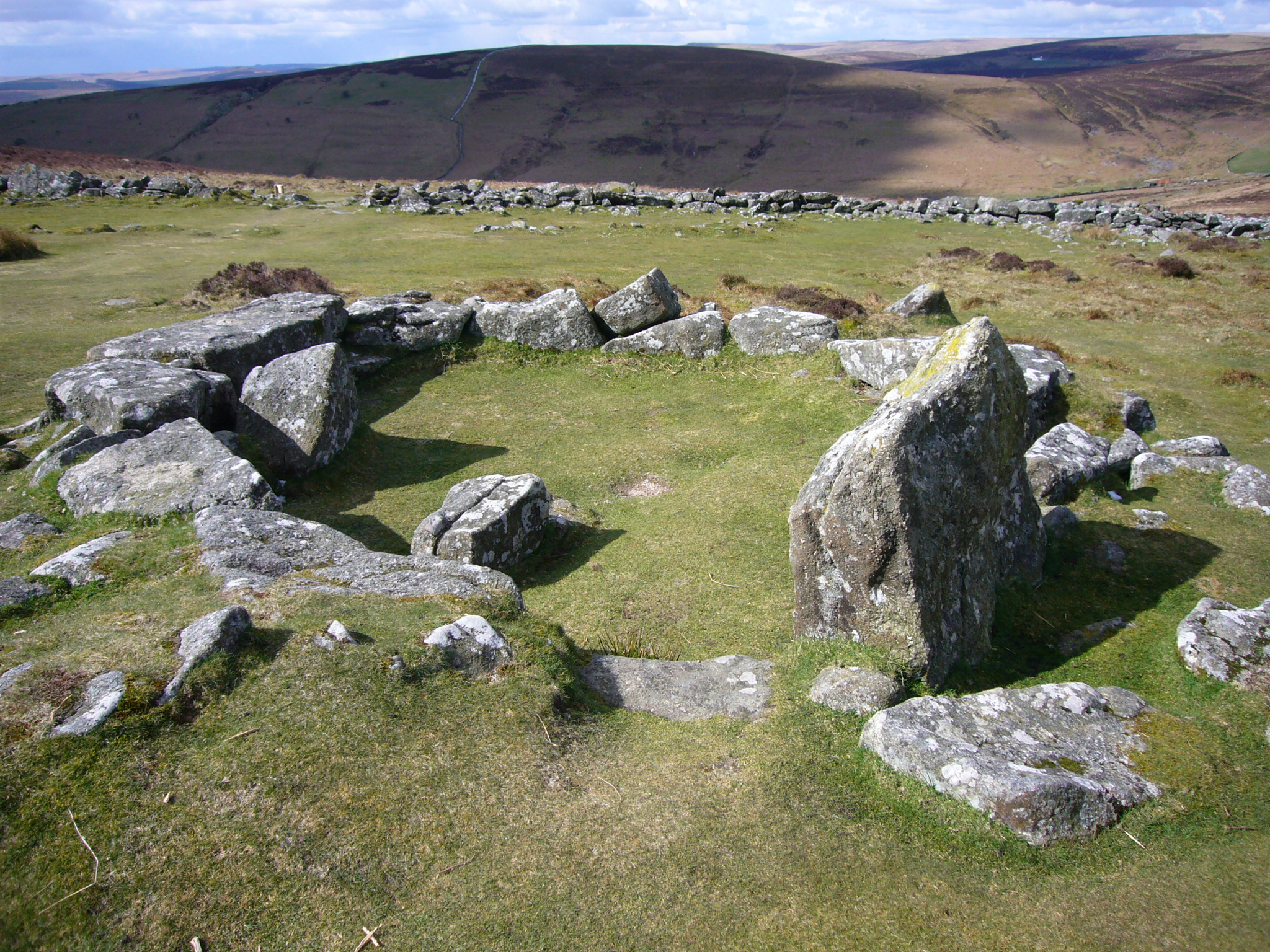
Une des huttes circulaires de Grimspound.

À la droite de l'entrée, il y avait une pièce surélevée que la Commission de 1894 a qualifié de « dais » et où se trouvait probablement le lit.
Quatre des huttes (no 3, 7, 17 et 18) comportent des pierres dressées veticalement, décrites comme des « enclumes », mais on ignore à vrai dire leur fonction précise.
Contrairement à la plupart des autres sites de Dartmoor, aucune hutte ne pourrait ici, par sa taille, être celle d'un chef de village, encore que la Commission de 1894 ait cherché à en voir une dans la hutte no 19.

### Autres artefacts
L’acidité du sol de Dartmoor a détruit pratiquement toute trace de matériau organique : il est donc très difficile de dire à quoi ressemblait Grimspound à la préhistoire. Une pointe de flèche en silex retrouvée à proximité (alors qu'il n'y a pas de silex à Dartmoor même), ainsi que l'absence de meule à grains, semblent indiquer une dépendance de la colonie vis-à-vis de l'extérieur. La Commission d'Exploration a aussi indiqué que l'argile identifiée dans les fragments de céramique n'était pas d'origine locale.

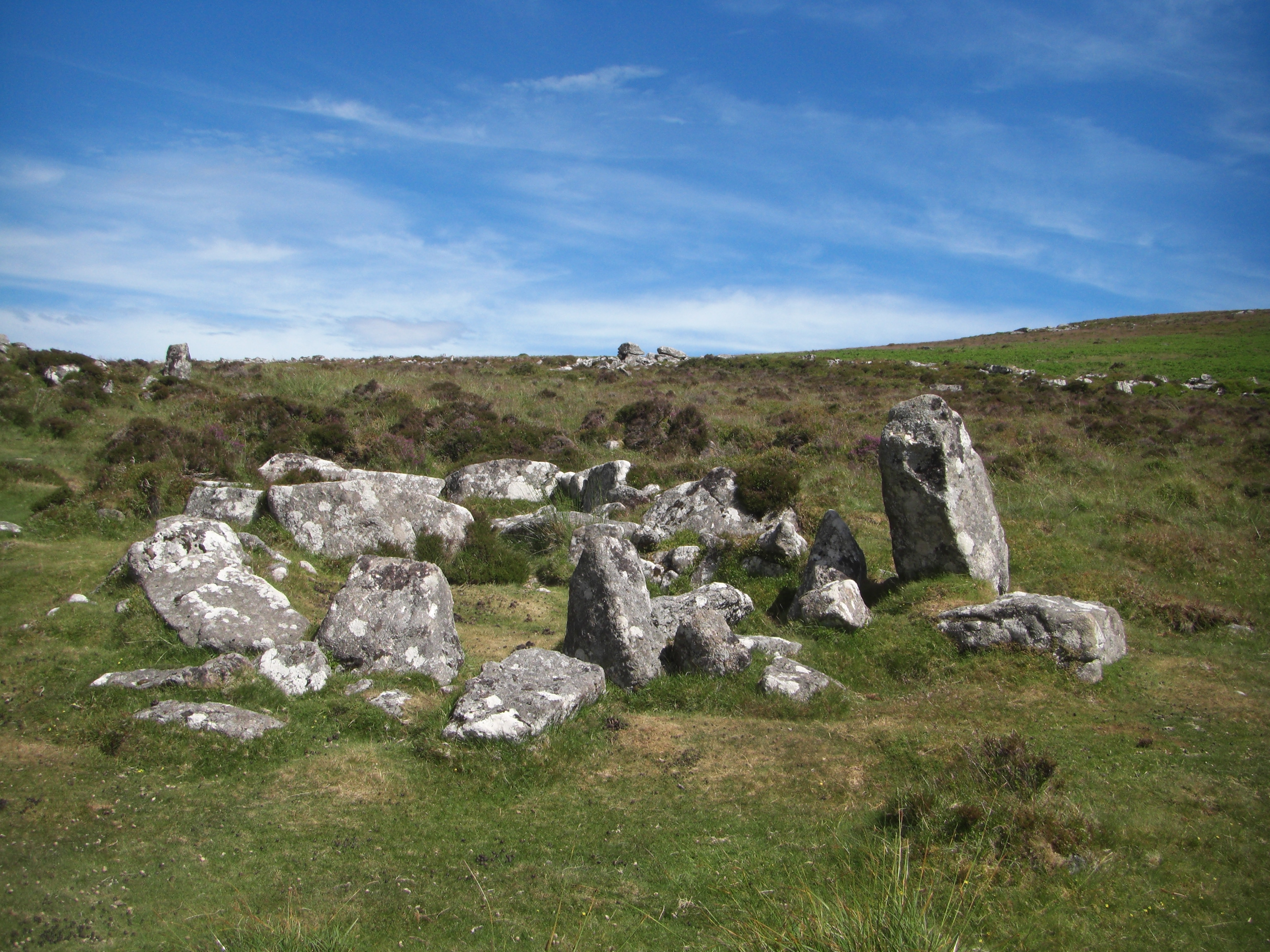
Une hutte de Grimspound

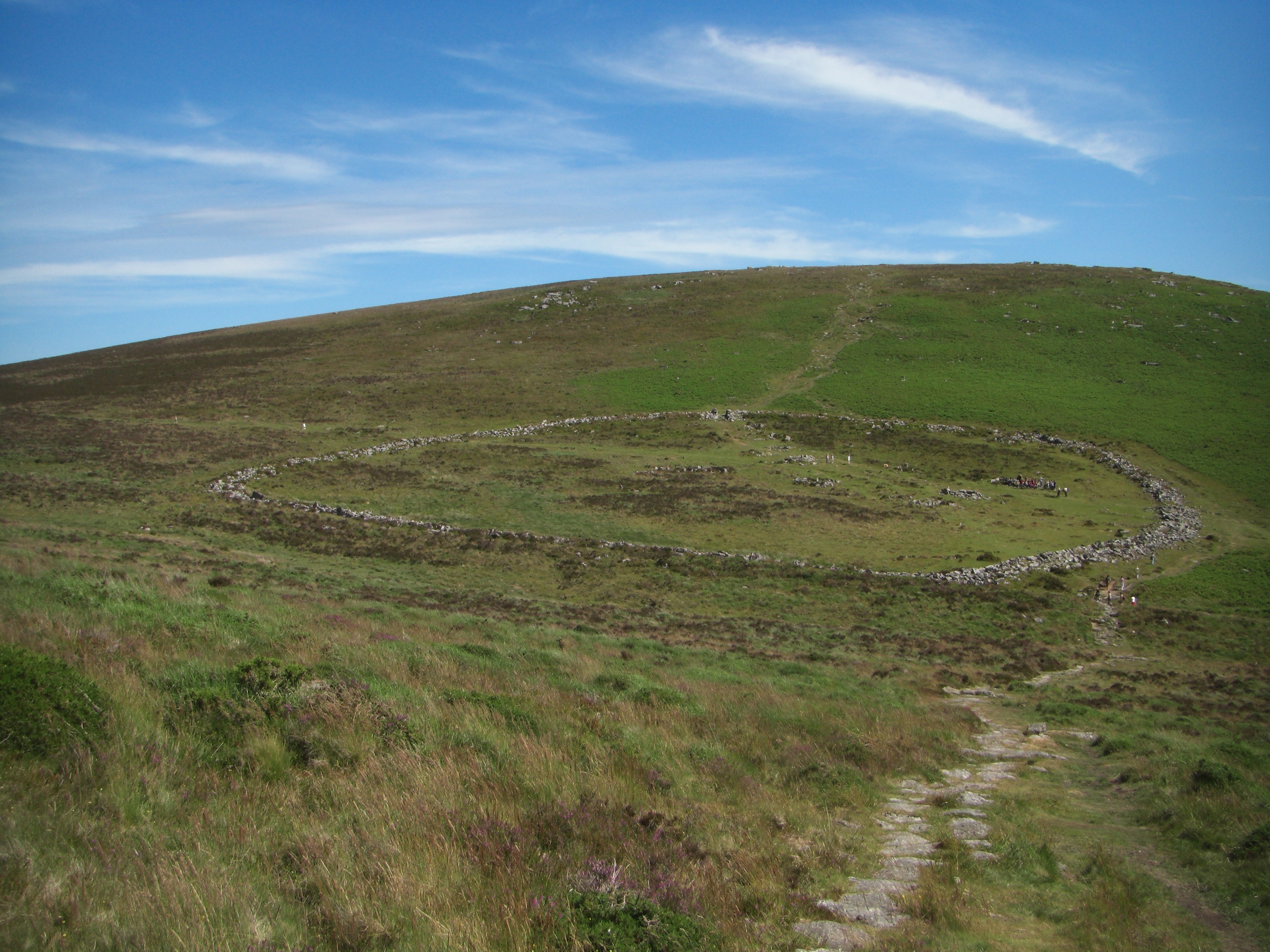
Grimspound